# Rebecca (Roman)
Rebecca ist ein 1938 erschienener Roman der englischen Schriftstellerin Daphne du Maurier. Gleich bei seinem Erscheinen wurde er, zu du Mauriers eigener Überraschung, zu einem sehr großen Erfolg und kurz darauf ebenso erfolgreich von Alfred Hitchcock verfilmt. Rebecca zählt zu du Mauriers besten und bei ihrem Publikum beliebtesten Werken. Der Roman enthält Elemente eines Schauerromans, eines Coming-of-Age-Romans, eines psychologischen Romans und eines Krimis.
Das Buch handelt von einer jungen Frau, die als Gesellschafterin einer reichen Amerikanerin an der Côte d’Azur den wohlhabenden, verwitweten Aristokraten Maxim de Winter kennenlernt. Sie heiraten, und er nimmt sie mit sich auf seinen Landsitz Manderley. Dort muss sich die junge Frau mit dem Rätsel um Maxims erste Frau Rebecca auseinandersetzen, die angeblich beim Segeln ums Leben kam.

## Inhalt

### Prolog
Der eigentlichen Romanhandlung geht ein Prolog (Kapitel 1+2) voraus, in dem die namenlose Ich-Erzählerin, die sich zu diesem Zeitpunkt dem mittleren Alter nähert, davon berichtet, wie sie sich mit ihrem Mann derzeit in einem bescheidenen Hotel in einem südlichen Land aufhält. Der Eröffnungssatz des Romans – “Last night I dreamt I went to Manderley again.” – ist einer der berühmtesten der Literaturgeschichte. Der Landsitz Manderley existiert nicht mehr; nach einer schweren Krise ihrer Ehe haben die Erzählerin und ihr Mann in einen dem äußeren Anschein nach anspruchslosen, aber lebbaren und erfüllenden Alltag gefunden.

### Haupthandlung
Kapitel 3–15. In einem Hotel in Monte Carlo lernt die als Gesellschafterin angestellte Erzählerin den wesentlich älteren Maxim de Winter kennen, der zunächst distanziert ist, sich aber zunehmend für die junge Frau interessiert. Die beiden treffen sich ohne das Wissen ihrer Dienstherrin. Nach ein paar Wochen möchte die amerikanische Dame nach New York zurückkehren. Maxim macht der Erzählerin einen Heiratsantrag, den sie annimmt. Nach den Flitterwochen fährt das junge Paar nach Manderley, dem Besitz Maxim de Winters. Dort erwartet sie die eigenartige Haushälterin Mrs. Danvers. Die Erzählerin versucht sich in Manderley einzuleben, fühlt sich aber zunehmend innerlich unruhig. Sie vergleicht sich bei jeder Gelegenheit mit Rebecca. Maxims Verwalter Frank Crawley klärt sie über Rebeccas Tod auf, über den niemand in Manderley offen sprechen möchte. Rebecca war an einem stürmischen Abend mit ihrem Segelboot „Je reviens“ aufs Meer hinausgefahren und nicht wieder zurückgekehrt. Einige Zeit später wurde eine Wasserleiche an die Küste gespült, die Maxim als Rebecca identifizierte. In dem Gutsverwalter Frank Crawley findet die Erzählerin einen Freund. Auch Maxims Schwester Beatrice tritt ihr wohlwollend gegenüber. Mrs. Danvers jedoch zeigt sich zunehmend feindlich.
Kapitel 16–18. Einen Höhepunkt der Erzählung bildet der alljährliche Maskenball, der auf Drängen der Nachbarn – nach der durch Rebeccas Tod bedingten einjährigen Pause – erneut stattfinden soll. Die Erzählerin beschließt, ihren Mann zu überraschen und sich eine besondere Verkleidung auszudenken. Mrs. Danvers rät ihr, das Kleid einer Vorfahrin Maxims zu kopieren, deren Porträt in der Galerie hängt. Heimlich lässt sich die Erzählerin das Kleid und die passende Perücke aus London liefern. Als sie die Treppe hinuntersteigt, sind alle über das Kostüm entsetzt, und Maxim fordert sie auf, sich sofort umzuziehen. Beatrice erklärt ihr, dass auf dem letzten Maskenball Rebecca das gleiche Kleid trug. Während des Balls redet Maxim kein Wort mit seiner Frau. Auch in der Nacht und am nächsten Tag lässt er sich nicht bei ihr blicken. Sie nimmt an, dass ihn das Kostüm schmerzlich an Rebecca erinnert hat. In ihrer Verzweiflung sucht sie Mrs. Danvers auf, um sie zur Rede zu stellen. In einem Anflug von Wahnsinn will Mrs. Danvers die Protagonistin dazu bringen, sich in Rebeccas Schlafzimmer aus dem Fenster zu stürzen. Die Nachricht über ein Schiff in Seenot in der Bucht von Manderley unterbricht Mrs. Danvers und rettet der Erzählerin das Leben.
Kapitel 19–21. Bei der Bergung des Schiffes finden Taucher ein Bootswrack mit einer Leiche an Bord. Die Tote wird diesmal eindeutig als Rebecca identifiziert. Maxim erzählt nun seiner Frau die wahre Geschichte seiner ersten Ehe. Er berichtet, dass er Rebecca niemals geliebt habe, sondern hasste. Sie wirkte charmant und zog die Menschen in ihren Bann, im Inneren war sie aber grausam, gefühllos und verdorben, was sich Maxim erst wenige Tage nach der Hochzeit offenbarte. Um den Schein zu wahren, ging er mit Rebecca auf eine Abmachung ein: Sie würde Manderley zu Glanz verhelfen und sich den Anstrich eines perfekten Ehepaares geben. Tatsächlich reiste Rebecca jedoch oft für längere Zeit nach London, um sich ihren Lastern hinzugeben, und hatte unter anderem eine intime Beziehung mit ihrem Cousin Jack Favell. Mit der Zeit brachte sie ihre Liebhaber auch nach Manderley in das Bootshaus mit. Am Abend ihres Todes folgte ihr Maxim zum Bootshaus und stellte sie zur Rede. Rebecca deutete dabei an, sie könne von einem anderen Mann schwanger sein, das Kind würde als Maxims angesehen werden, auf Manderley aufwachsen und es einmal erben. Maxim erschoss seine Frau, brachte ihren Leichnam in die Kabine ihres Segelboots und versenkte das Boot in der Bucht.
Kapitel 22–27. Nach dem Fund der Leiche soll eine gerichtliche Untersuchung den Hergang von Rebeccas Tod klären. Der Bootsbauer stellt fest, das Boot sei absichtlich zum Sinken gebracht worden. Das Gericht geht daraufhin von einem Selbstmord aus. Jack Favell bezichtigt Maxim des Mordes an Rebecca und versucht, ihn zu erpressen. Es stellt sich heraus, dass Rebecca am Tage vor ihrem Tod in London bei einem Arzt war. Sie litt an Krebs in einem fortgeschrittenen Stadium und hätte bald sterben müssen. Zudem konnte sie keine Kinder bekommen. Das Gericht sieht die Selbstmordtheorie bestätigt und stellt die Untersuchung ein. Maxim und die Erzählerin wollen nach Manderley zurückkehren. Sie glauben sich endlich frei von der Erinnerung an Rebecca und wollen ein neues gemeinsames Leben auf Manderley beginnen. Von Frank erfahren sie, dass Mrs. Danvers verschwunden sei. Daraufhin beschleicht Maxim eine Vorahnung und sie brechen sofort auf. Kurz vor dem Landsitz bemerken sie, dass der Himmel sich rot gefärbt hat. Die Erzählerin glaubt zunächst, es sei die Morgenröte, doch beide müssen erkennen, dass es der Widerschein eines Feuers ist, den sie sehen: Manderley brennt.

## Figuren

### Die Ich-Erzählerin
Die Ich-Erzählerin und zweite Mrs. de Winter ist eine junge Engländerin. An keiner Stelle des Romans erfährt der Leser ihren Namen, nur dass dieser (wie der Name der Autorin) ungewöhnlich ist und meist falsch buchstabiert wird. Ihr Vater war ein außergewöhnlicher Mensch, den sie sehr geliebt hat; er ist jedoch früh verstorben (auch der Vater der Autorin, der vom König wegen seiner künstlerischen Verdienste geadelte Schauspieler Gerald du Maurier, ist früh verstorben, vier Jahre vor Erscheinen des Romans). Bei Einsetzen der Handlung ist die Erzählerin eine Waise. Die Autorin charakterisiert sie als eine junge Frau mit einer romantischen Disposition und einer Neigung zum Tagträumen: So imaginiert sie Maxim de Winter zunächst als einen mittelalterlichen Adligen und sich selbst trotz ihrer Verliebtheit nicht als seine Geliebte, sondern als seinen dienstbaren guten Geist. Da die Erzählerin außer einem gewissen Talent zum Zeichnen keine besonderen Fähigkeiten hat, ist sie auf das Einkommen angewiesen, das ihr als Gesellschafterin der wohlhabenden Amerikanerin Mrs. Van Hopper zufließt. Sie ist 21 Jahre alt, und in aller Ausführlichkeit beschreibt sie, wie sie als Heranwachsende durch alle – ihrem Alter entsprechenden – Qualen der Schüchternheit, Unbeholfenheit und Scham geht. Im weiteren Verlauf der Handlung erkennt sie, dass ihre jugendliche Unsicherheit schwerwiegende Folgen für ihre Ehe hat: Anstatt zu erkennen, was mit Maxim tatsächlich los ist, missdeutet sie einen Großteil der Signale, die sie aus ihrer Umgebung empfängt, idiosynkratisch als Bestätigung ihrer vermeintlichen Unzulänglichkeit. Infolgedessen bleibt ihr fast bis zum Schluss verborgen, dass Rebecca weder wundervoll war noch von Maxim geliebt worden ist. Erst als sie die Wahrheit erfährt, überwindet sie ihr Handicap und reift in kurzer Zeit zu einer Frau heran, die ihrem Mann auf gleicher Augenhöhe begegnet.

### Maxim de Winter
Maxim de Winter, Mitte vierzig, ist der sehr reiche Erbe des an der englischen Küste gelegenen (fiktiven) Herrensitzes Manderley. Auf den ersten Blick ist er der Inbegriff eines englischen Gentleman. Maxim ist kultiviert, intelligent und – bei starkem Selbstwertgefühl – besessen vom Drang, die Form zu wahren und in der Öffentlichkeit stets den richtigen Eindruck zu machen. Knapp ein Jahr bevor er der Erzählerin begegnet, hat er seine erste Frau verloren, Rebecca. Alle Welt glaubt, er habe diesen Verlust tragisch genommen und sei nie darüber hinweggekommen. Nach und nach erweist sich jedoch, dass sich hinter dem öffentlichen Maxim ein zweiter, weniger idealer Maxim verbirgt, der auch sehr zornig und aufbrausend sein kann. Maxim hat Rebecca nicht geliebt, sondern gehasst; auch ist sie keineswegs bei einem Segelunfall ums Leben gekommen: Maxim hat sie nach einem Streit erschossen und die Tat vertuscht. Die Erinnerungen an die Jahre der auf Lügen begründeten Ehe und die schreckliche Nacht, in der er Rebecca erschossen hat, verfolgen Maxim und haben ihn fast zu einem Wrack gemacht. Er raucht Kette und hat es in Manderley nicht mehr ausgehalten. In Monte Carlo begegnet er der Erzählerin, die ihn deshalb anzieht, weil sie ganz anders ist als Rebecca: warmherzig, authentisch und moralisch integer.

### Rebecca de Winter
Maxims erste Frau war dem Vernehmen nach ein Ausbund an Charme, Geist, Haltung und Schönheit gewesen. Frank Crawley bekennt: “she was the most beautiful creature I ever saw in my life.” („Sie war das schönste Geschöpf, das ich in meinem Leben gesehen habe.“) Ebenso wie Maxim wird im Verlaufe des Romans jedoch auch sie dekonstruiert: fünf Tage nach der Hochzeit hatte sie ihrem neuen Ehemann offenbart, was für ein Mensch sie wirklich ist:

“She was vicious, damnable, rotten through and through. We never loved each other, never had one moment of happiness together. Rebecca was incapable of love, of tenderness, of decency. She was not even normal.”

„Sie war boshaft, abscheulich, durch und durch verdorben. Wir haben einander nie geliebt, hatten nicht einen Augenblick des Glücks zusammen. Rebecca war unfähig zu Liebe, Zärtlichkeit, Anstand. Sie war nicht einmal normal.“

Rebecca hat Maxim, dem die Wahrung des gesellschaftlichen Anscheins über alles geht, zu diesem Zeitpunkt längst durchschaut und hält ihn damit fest im Griff. Niemals würde er den Skandal einer Scheidung riskieren. Sie verspricht jedoch, ihm zu helfen, Manderley in der Gesellschaft zu einer Sensation zu machen.
Der Satz „Sie war nicht einmal normal“ hat Alfred Hitchcock inspiriert, in seiner Filmadaption anzudeuten, dass von Rebecca ein lesbischer Sex-Appeal ausgegangen sei. In du Mauriers Roman fehlen solche Hinweise; zwar bezaubert Rebecca dort auch Frauen (wie etwa Maxims spröde Großmutter), es sind jedoch nur Männer, die ihr sexuell erliegen: Jack Favell, Frank Crawley und Maxims Schwager Giles. Mrs. Danvers gibt der Erzählerin und damit dem Leser den intimsten Einblick in Rebeccas wahre Persönlichkeit:

“I remember her at sixteen getting up on one of her father's horses, a big brute of an animal too, that the groom said was too hot for her to ride. She stuck to him, all right. I can see her now, with her hair flying out behind her, slashing at him, drawing blood, digging the spurs into his side, and when she got off his back he was trembling all over, full of froth and blood. "That will teach him, won't it, Danny?" she said, and walked off to wash her hands as cool as you please. And that's how she went at life, when she grew up.”

„Ich erinnere mich, wie sie mit sechzehn auf eines der Pferde ihres Vaters stieg, ein großes Vieh von einem Hengst, von dem der Pferdeknecht sagte, er sei zu heißblütig, um sich von ihr reiten zu lassen. Sie blieb aber dabei, gut. Noch jetzt sehe ich sie, mit ihrem wehenden Haar, wie sie ihn schlug, bis er blutete, ihm die Sporen in die Flanken grub, und als sie von seinem Rücken abstieg, zitterte er am ganzen Körper, war von Schaum und Blut bedeckt. "Das wird ihm eine Lehre sein, nicht wahr, Danny?" sagte sie, und ging davon, um sich die Hände zu waschen, so gelassen, wie man sich das nur vorstellen kann. Und auf diese Weise ging sie, als sie aufwuchs, auch das Leben an.“

Die einzige Figur der Handlung, die Rebeccas sadistische Natur von Anfang an durchschaut, ist Ben, der „Idiot“: “'Tall and dark she was,' he said. 'She gave you the feeling of a snake.'” („‚Sie war groß und dunkel[haarig]‘, sagte er. ‚Sie gab dir das Gefühl einer Schlange.‘“)

### Mrs. Danvers
Mrs. Danvers war Rebeccas Kindermädchen und ist ihr, als sie geheiratet hat, nach Manderley gefolgt, wo sie, als alternde, in Schwarz gekleidete Frau, inzwischen den Haushalt leitet. Als Rebecca noch lebte, hat sie diese, weil andere Dienstmädchen Rebecca nicht zufriedenstellen konnten, auch persönlich bedient. Mrs. Danvers ist, in Maxims Worten, ein „außergewöhnlicher Charakter“: äußerst effizient, förmlich und beherrscht, kühl bis zur Leblosigkeit. In ihrem Leben gab es offenbar nur eine einzige Passion: sie hat Rebecca, deren Willensstärke ohnegleichen war, vergöttert. Ihre Verehrung für Rebecca ist nicht nur obsessiv, sondern grenzt auch an Wahnsinn: so hält Mrs. Danvers nicht nur Rebeccas Schlafzimmer penibel in Ordnung, als sei diese noch am Leben; in Kapitel 18 deutet sie an, dass Rebecca in Manderley immer noch anwesend sei.
Für Mrs. Danvers ist es schlicht unvorstellbar, dass Maxim nach Rebecca noch einmal eine Frau lieben könnte. Die Erzählerin ist, obwohl Mrs. Danvers letztlich nur eine Angestellte ist, von ihrer Kälte eingeschüchtert. Mrs. Danvers nutzt dies, um sie zu manipulieren; ihre Intrige mit dem Ballkostüm läuft darauf hinaus, die von Minderwertigkeitsgefühlen geplagte junge Frau weiter zu verunsichern und am Ende in den Selbstmord zu treiben. Erst als diese begreift, dass Maxim Rebecca nicht geliebt hat, wagt sie den Aufstand (Kapitel 21). Mrs. Danvers unterliegt auch lange Zeit der Illusion, dass ihre Hingabe an Rebecca von dieser uneingeschränkt erwidert wurde. So erfährt sie erst in Kapitel 25, dass Rebecca ohne sich ihr anzuvertrauen einen Arzt aufgesucht hat.

### Mrs. Van Hopper
Mrs. Van Hopper ist eine wohlhabende alternde Amerikanerin, deren Tochter und Enkelin in New York leben. Ihren Sommer verbringt sie in einem Luxushotel in Monte Carlo; die Erzählerin hat sie als Gesellschafterin engagiert. Mrs. Van Hopper ist eine lieblose, durch und durch unausstehliche Person, die z. B. ihre Zigaretten nicht im Aschenbecher, sondern in Kosmetiktöpfchen oder in der Frühstücksbutter ausdrückt. In ihrer Vulgarität bildet sie einen scharfen Kontrast zum durch und durch distinguierten Maxim de Winter. Aber schlimmer noch: Mrs. Van Hopper hat auch ausgeprägt narzisstische Züge. Das einzige, was sie in Monte Carlo interessiert, sind die V.I.P.s, die sich hier aufhalten, und sie scheut keinen Trick, um in deren Gesellschaft zu gelangen. So wird die Erzählerin als Köder geschickt.
Die Erzählerin erhält von Mrs. Van Hopper neben freier Kost und Logis ein Gehalt von 90 Pfund im Jahr (heutiger Gegenwert: rund 6.850 Euro). Mrs. Van Hopper beschönigt ihr Mobbing als Ausbildung, mit gravierenden Folgen für das ohnehin angeschlagene Selbstwertgefühl der Erzählerin. Ungeachtet all ihrer negativen Charakterzüge ist Mrs. Van Hopper aber auch die erste Figur, die in aller Klarheit vorhersieht, dass die Erzählerin in Manderley nicht auf Rosen gebettet sein wird.

## Form

### Rebeccaals Schauerroman
Obwohl der Roman viele Jahrzehnte nach der „klassischen“ weiblichen englischen Schauerliteratur (Ann Radcliffe, Mary Shelley, Charlotte Brontë) entstanden ist, wird er in der literaturhistorischen Fachliteratur einhellig ebenfalls diesem Genre zugeordnet. Zu den typischen Elementen der Gothic Novel, die in Rebecca erscheinen, zählen etwa der angsterregende Ort der Handlung (Manderley), die verängstigten und verstörten Figuren, die Verknüpfung unheilvoller Ereignisse mit schlechtem Wetter, die Darstellung von Mrs. Danvers als einer Art Albtraumfigur und die Charakterisierung Rebeccas, die zwar kein wirkliches Gespenst ist, die Figuren in einem übertragenen Sinne aber wie ein Gespenst heimsucht und verfolgt.

### Intertextualität
Über die Bezüge zum Griseldis-Stoff (insbesondere und sehr offensichtlich zu Charlotte Brontës Roman Jane Eyre) hinaus enthält Rebecca sehr wenig explizite Intertextualität. Eine Ausnahme bildet in Kapitel 4 das Zitat von Francis Thompsons Gedicht „I fled Him, down the nights, and down the days“.

## Entstehungsgeschichte
Daphne du Maurier entwickelte die Grundlagen für den Roman 1937 in Alexandria, Ägypten, wo ihr Mann einen Sommer lang als Offizier stationiert war. Zu diesem Zeitpunkt hatte sie bereits zwei Biografien und vier Romane veröffentlicht, von denen Jamaica Inn (1936) der erfolgreichste gewesen war. Der Verlag, Gollancz, hatte einen Vorschuss in Höhe von 1000 £ gezahlt, du Maurier blieb mit dem Schreiben zunächst jedoch stecken und verwarf alles, was sie bis dahin zu Papier gebracht hatte.
Erst nach der Rückkehr nach England kam du Maurier mit dem Schreiben zügig voran. Der größte Teil des Romans entstand in Fowey, Cornwall, wo ihr Vater, Gerald du Maurier, 1926 ein ehemaliges Bootshaus gekauft hatte, das die Familie seitdem als Ferienhaus („Ferryside“) nutzte.
Im April 1938 reichte du Maurier das fertige Manuskript bei ihrem Herausgeber, Norman Collins, ein. Die Erstauflage betrug 20.000 Exemplare; bereits im ersten Monat musste nachgedruckt werden.
- Du Maurier charakterisiert das Buch als Studie der Eifersucht und nennt Parallelen zu ihrem eigenen Leben. Du Mauriers Intention war es, die Geschichte einer jungen Frau, ihres älteren Ehemannes, in ihrem schönen Haus, das schon seit Generationen in dessen Familienbesitz ist, zu erzählen.[7]
- Nach du Mauriers Angaben verarbeitete sie in dem Buch ihre Erinnerungen an den Landsitz Menabilly, ihre Zeit in Cornwall und die Beziehung mit ihrem Vater Gerald du Maurier.[9]

### Anregungen und Ähnlichkeiten

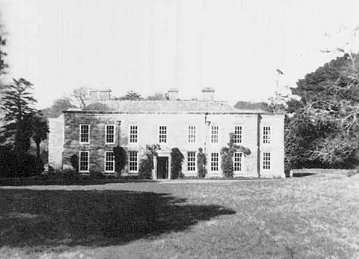
Menabilly House in Fowey, Cornwall, um 1920

Drei Kilometer westlich von Fowey, wo du Maurier den Roman geschrieben hat, liegt der traditionsreiche Herrensitz Menabilly; Manderley ist nach Auskunft der Autorin teilweise von diesem Vorbild inspiriert.
Das Motiv von der einfachen jungen Frau, die von einem Edelmann zur Braut erwählt wird, bei diesem zunächst aber unglücklich wird („Cinderella Gone Wrong“), findet sich bereits seit der Renaissance auch im Griseldis-Stoff.
Du Mauriers Biografin Margaret Forster hat vermutet, dass die Figur der Rebecca von Jeannette („Jan“) Louisa Ricardo inspiriert war, einem Mitglied der Londoner High Society, die 1929 kurze Zeit mit du Mauriers späterem Ehemann Frederick „Tommy“ Browning verlobt war.

### Mögliche Anleihen
Auf Ähnlichkeiten des Romans mit Jane Eyre, einem Bestseller aus der Zeit des Viktorianismus, wiesen Kritiker schon früh hin. Beide Ich-Erzählerinnen sind sehr jung – 19 bzw. 21 Jahre alt, sie sind Waisen, mittellos, beide sind scheu, halten sich für unscheinbar und versuchen, sich durch abhängige Beschäftigung im privaten Dienst wohlhabender Persönlichkeiten über Wasser zu halten. Die männlichen Protagonisten, in beiden Fällen doppelt so alt und sehr reich, beide Byronic Heroes, die ein düsteres Geheimnis in sich tragen und die völlig unerwartet aufbrausend und verletzend reagieren. In beiden Romanen gibt es ein Herrenhaus mit einer geheimnisvollen, beängstigenden Aura: Manderley mit den Schatten der ersten Mrs. de Winter und ihrer ehemaligen Vertrauten, die exzentrischen Mrs. Danvers, Thornfield Hall mit der verborgenen Bewohnerin, der ersten, wahnsinnig gewordenen Frau des Protagonisten. Beide Anwesen gehen am Ende in Flammen auf. Joan Fontaine, die Hauptdarstellerin in der Rebecca-Verfilmung von 1940, spielte auch die Hauptrolle in der Jane Eyre-Verfilmung von 1943.
Vielfältige Parallelen bestehen auch zu Hedwig Courths-Mahlers 1917 erschienenem Roman Griseldis, in dem eine im Hause lebende Kusine sich am Ende als die Mörderin der lebenslustigen und mit ihrem Duft im Hause immer noch gegenwärtigen ersten Ehefrau erweist.
Kurz nach der Veröffentlichung von Rebecca in Brasilien wurden mehrere Gemeinsamkeiten mit dem Roman A Sucessora (1934) von Carolina Nabuco festgestellt und man mutmaßte, dass du Maurier den Roman gelesen haben müsse. Du Maurier und ihr Verleger bestritten das. Auch in Nabucos Roman leidet die junge Ehefrau unter der weiterbestehenden Allgegenwart ihrer verstorbenen Vorgängerin, Alice; an die Stelle von Mrs. Danvers tritt dort die Gouvernante Juliana, die die Verstorbene ebenfalls glühend verehrt hatte.
1944 scheiterte Edwina L. MacDonalds Versuch, einen Beweis zu führen, dass du Maurier ihren Roman Blind Windows (1927) kopiert habe.

## Rezeption
- Die Erstausgabe hatte eine Auflage von 20.000 Exemplaren und war eins der drei meistverkauften Bücher von 1938. Die Kritiker konnten die Begeisterung des Publikums nicht teilen.[13]
- Das Buch wird kontinuierlich seit über 80 Jahren verlegt und ist bisher [2015] in 16 Sprachen übersetzt worden.
- In der Psychosoziologie ist der Rebecca-Mythos ein Begriff, der sich von diesem Roman herleitet. Es bezeichnet die rückblickende Überhöhung eines Vorgängers in einer Liebesbeziehung, eines früheren Vorgesetzten oder ähnliches und die damit verbundene mangelnde Anerkennung und Wertschätzung des unmittelbaren Nachfolgers.[14]
- In Danielle Steels Roman Vanished liest die Protagonistin Rebecca. Auch sonst finden sich Parallelen in dem Buch.
- Im Unterschied zu zahlreichen anderen Schriftstellern hielt einzig die britische Krimiautorin P. D. James Rebecca für das schlechteste Werk der Autorin.[10]
- Stephen King bringt in seinem Roman Sara von 1998 eine Hommage an die Einleitung Rebecca, die die Erzählerin im Traum in ein verlassenes und verwildertes Manderley zurückversetzt.
- Rebecca war die Inspiration für Paige Harbisons Roman New Girl von 2012.
- Javier Marías spielt in seiner Erzählung Unvollendete Gestalten (1992) auf die Beziehung zwischen Rebecca und ihrer Haushälterin Mrs. Danvers an.[15]

### Rebeccaals Codebuch
In der Operation Salaam und Kondor im Zweiten Weltkrieg sollte der Roman als Codebuch verwendet werden, kam aber nicht zum Einsatz, da man im Hauptquartier der Wehrmacht den Verdacht hatte, dass der Code entdeckt worden sei. Trotzdem taucht der Roman in dem Spielfilm Rommel ruft Kairo auf, der aber nicht dem historischen Muster folgt.
In der Literatur wurde dieses Motiv wiederholt aufgegriffen. So benutzt in Ken Folletts Roman Der Schlüssel zu Rebecca der deutsche Spion Alex Wolff eine Ausgabe von Rebecca als Code. In Michael Ondaatjes Roman Der englische Patient ist davon die Rede, dass der deutsche Spion Eppler ein Exemplar von Rebecca als Codebuch mit sich führt.

## Adaptionen

### Filme
Der Roman wurde mehrfach für Kino und Fernsehen verfilmt.
- 1940: Unter der Regie Alfred Hitchcocks entstand 1940 mit dem Originaltitel Rebecca die bekannteste und erfolgreichste Adaption, die mit zwei Oscars ausgezeichnet wurde, darunter in der Kategorie Bester Film.
- 1964: Indische Verfilmung mit dem Titel Kohra
- 1980: Britische Verfilmung für das Fernsehen (Miniserie) durch die BBC mit Joanna David als zweite Mrs. de Winter, Jeremy Brett als Maxim de Winter und Anna Massey als Mrs. Danvers
- 1997: Britische Verfilmung für das Fernsehen mit Emilia Fox als zweite Mrs. de Winter, Charles Dance als Maxim de Winter und Diana Rigg als Mrs. Danvers
- 2008: Indische Verfilmung mit dem Titel Anamika mit Minissha Lamba
- 2008: Italienische Verfilmung mit dem Titel Rebecca, la prima moglie mit Cristina Capotondi, Alessio Boni und Mariangela Melato, Regie: Riccardo Milani
- 2020: Britische Verfilmung für Netflix unter der Regie von Ben Wheatley mit Armie Hammer und Lily James als Mr. und Mrs.de Winter und Kristin Scott Thomas in der  Rolle der Mrs. Danvers

### Hörspiele
In Deutschland wurden auch vier Hörspiele unter dem Originaltitel Rebecca produziert:
- 1946: Produzent: HR – Regie: Fränze Roloff – Sprecher: Nicht bekannt
- 1949: Produzent: BR – Regie: Heinz-Günter Stamm – Sprecher: Hanns Stein, Renate Mannhardt, Therese Giehse, Johanna Gorvin, Ulrich Beiger u. a.
- 1951: Produzent: Radio Saarbrücken – Regie und Sprecher: Nicht bekannt
- 1973: Produzent: BR – Regie: Heinz-Günter Stamm – Sprecher: Peter Pasetti, Cordula Trantow, Eva Vaitl, Harald Leipnitz, Wera Frydtberg u. a.

### Theater und Musical
- 1939 schrieb du Maurier das gleichnamige Theaterstück, das in London über 350 Aufführungen hatte.
- 1947 führte das Berliner Renaissance-Theater unter dem  Titel Rebekka eine dramatisierte Fassung des Romans und der Regie von Ernst Stahl-Nachbaur auf.[17]
- 1983: Rebecca, Oper von Wilfred Josephs, uraufgeführt an der Opera North in Leeds
- 2006: Rebecca, Musical von Sylvester Levay (Text: Michael Kunze), Uraufführung durch die Vereinigten Bühnen Wien am 28. September 2006; deutsche Erstaufführung am 8. Dezember 2011 im Palladium Theater Stuttgart, weitere Aufführungen unter anderem in Korea, Ungarn, Schweiz

### Fortsetzungen
- Einer von du Mauriers Erben autorisierten Fortsetzung des Romans – Rebeccas Vermächtnis – von Susan Hill war 1993 trotz großem Werbeaufwand kein erwähnenswerter Erfolg beschieden.
- Trotzdem wurde 2001 eine weitere autorisierte Fortsetzung veröffentlicht. In Rebecca's Tale von  Sally Beauman erzählen vier Charaktere, wie sie Rebecca aus ihrer Sicht erlebt haben.
- The Other Rebecca von 1996 von Maureen Freely ist eine modernisierte Fassung der Geschichte.

### Belletristik
- Die Romanreihe Herz aus Glas (2014) der deutschen Autorin Kathrin Lange ist eine Adaption der Rebecca-Geschichte. Eine Ausgabe des Buches spielt im Roman eine wichtige Rolle.

## Auszeichnungen
- 1938 gewann der Roman den National Book Award als populärste Veröffentlichung des Jahres.
- Im Jahr 2000 erhielt Du Mauriers Roman im Rahmen der Millenniumsfeierlichkeiten den US-amerikanischen Anthony Award als bester Mystery-Roman und setzte sich gegen Raymond Chandlers Der große Schlaf (The Big Sleep, 1939), Agatha Christies Alibi (The Murder of Roger Ackroyd, 1926), Dashiell Hammetts Der Malteser Falke (The Maltese Falcon, 1930) und Dorothy L. Sayers Aufruhr in Oxford (Gaudy Night, 1935) durch.
- Auf der Liste The Top 100 Crime Novels of All Time der britischen Crime Writers’ Association belegt Rebecca Platz 8, auf der Liste The Top 100 Mystery Novels of All Time der Mystery Writers of America, Platz 9.[18] Nach einer von der BBC 2003 durchgeführten Umfrage über den beliebtesten Roman aller Zeiten belegte Rebecca auf einer Liste von 200 Titeln Platz 12.[19]

## Ausgaben
- Rebecca. London, Gollancz 1938.
- Rebecca. Aus dem Englischen übertragen von Karin von Schab. Fretz & Wasmuth, Zürich 1940.
- Weitere Ausgaben dieser Übersetzung, u. a.:
  - Krüger, Hamburg 1946.
  - Rowohlt, Hamburg 1956.
  - Scherz, Bern/München 1981. ISBN 978-3-502-10174-1.
  - Droemer Knaur, München/Zürich 1982. ISBN 978-3-426-01006-8.
  - Heyne, München 1984. ISBN 978-3-453-02612-4
  - Scherz, Bern/München/Wien 1993. ISBN 978-3-502-19165-0.
  - Fischer Taschenbuch-Verlag, Frankfurt am Main 2005. ISBN 978-3-596-16350-2.
- Rebecca. Roman. Neue vollständige Übersetzung aus dem Englischen von Brigitte Heinrich und Christel Dormagen. Insel Verlag, Berlin 2016, ISBN 978-3-458-36134-3.

### Hörbücher
- Rebecca. Gelesen von Evelyn Hamann. Polygram-Klassik, Hamburg 1988.
- Rebecca. Gelesen von Eva Mattes. Aus dem Englischen von Karin von Schab. Argon-Verlag, Berlin 2007. ISBN 978-3-86610-278-1.
- Rebecca. Gelesen von Jens Wawrczeck. Aus dem Englischen neu übersetzt von Christel Dormagen und Brigitte Heinrich. Goldbek Rekords, Hamburg 2019, ISBN 978-3-948210-00-7.